# Tranchées (film)
Pour plus de détails, voir Fiche technique et Distribution.
Tranchées est un film français réalisé par Loup Bureau et sorti en 2021.

## Synopsis
La vie quotidienne des soldats d'un bataillon de l'armée ukrainienne dans les tranchées sur la ligne de front du Donbass en 2019 et 2020,,,.

## Fiche technique
- Titre : Tranchées
- Réalisation : Loup Bureau
- Scénario : Loup Bureau
- Photographie : Loup Bureau
- Son : Loup Bureau
- Montage son : Jérôme Wiciak
- Musique : Gustave Rudman Rambali
- Montage : Léo Gatelier
- Société de production : Unité
- Société de distribution : Les Alchimistes
- Pays de production :  France
- Durée : 85 minutes
- Dates de sortie : 
  - Italie : septembre 2021 (présentation à la Mostra de Venise)
  - France : 11 mai 2022

## Distinctions

### Récompense
- Prix du jury de la sélection internationale du festival de documentaires Docville de Louvain[5]

### Sélections
- Mostra de Venise 2021[6]
- Festival international du film documentaire d'Amsterdam 2021[7]